# 格拉斯萊克 (明尼蘇達州)
格拉斯萊克（英語：Grass Lake）是位於美國明尼蘇達州卡內貝克縣格拉斯萊克鎮區的一個非建制地區。

## 地理
格拉斯萊克所處的海拔為高於海平面296米（即971英呎），而該地所採用的時區為UTC-6，即北美中部時區（CST）。同時該地設有夏令時間，為UTC-6調快一小時，即UTC-5（CDT）。